# 朝若佐太郎
朝若 佐太郎（あさわか さたろう、1923年1月8日 - 1969年11月25日）は、愛媛県松山市西垣生町出身で高砂部屋に所属した大相撲力士。本名は中矢 悟（なかや さとし）。最高位は東前頭21枚目（1950年5月場所）。現役時代の体格は168cm、101kg。得意手は左四つ、寄り。

## 来歴・人物
15歳の時に上京し、同郷の元大関・朝潮が率いる高砂部屋へ入門。1939年1月場所で初土俵を踏んだ。
身長170cmに満たない短身で、体重も100kg前後と軽量であったが、そうした体のハンディを克服して順調に出世。
1946年11月場所で新十両に昇進し、以後、暫くはこの地位で一進一退を繰り返した。だが、次第に十両上位でも好成績を残せるようになり、1950年5月場所にて新入幕を果たした。
左四つからの寄りという、正攻法の取り口が身上であった。しかし、新入幕の場所では体力不足や体の小ささもあって苦戦し、4勝11敗と大きく負け越して1場所で十両へ陥落。
その後再入幕を目指すも叶わず、最後は幕下12枚目まで番付を落として1952年1月場所後、29歳で引退した。
引退後は年寄・高田川を襲名し、日本相撲協会では勝負検査役などを務めた。幕内1場所の経験で検査役となるのは当時としては異例だったが1959年から1962年まで3年間務めた。1968年の異動で巡業部主任に就任。
同部屋の後輩で、後に大関へ昇進する前の山と養子縁組を結んでいた時期があった。
1969年11月25日、尿毒症により46歳で死去した。

## 主な戦績
- 通算成績：130勝144敗26休1分　勝率.474
- 幕内成績：4勝11敗　勝率.267
- 現役在位：29場所
- 幕内在位：1場所
- 各段優勝
  - 幕下優勝：1回（1945年11月場所）

### 場所別成績
| 1939年 （昭和14年） | （前相撲）               | 新序 1–3                | x                     |
| 1940年 （昭和15年） | 西序ノ口14枚目 1–7       | 西序二段87枚目 6–2      | x                     |
| 1941年 （昭和16年） | 東序二段33枚目 5–3       | 東三段目52枚目 4–4      | x                     |
| 1942年 （昭和17年） | 西三段目35枚目 6–2       | 東幕下40枚目 4–4        | x                     |
| 1943年 （昭和18年） | 東幕下34枚目 3–5         | 西幕下41枚目 5–3        | x                     |
| 1944年 （昭和19年） | 西幕下28枚目 4–4         | 東幕下20枚目 3–2        | 西幕下11枚目 3–2      |
| 1945年 （昭和20年） | x                        | 西幕下4枚目 1–5         | 西幕下12枚目 優勝 5–0 |
| 1946年 （昭和21年） | x                        | x                       | 西十両11枚目 6–7      |
| 1947年 （昭和22年） | x                        | 東十両15枚目 7–3        | 東十両4枚目 4–7       |
| 1948年 （昭和23年） | x                        | 西十両6枚目 5–4–1 1引分 | 東十両6枚目 6–5       |
| 1949年 （昭和24年） | 西十両3枚目 5–8          | 東十両6枚目 6–9         | 東十両9枚目 9–6       |
| 1950年 （昭和25年） | 西十両3枚目 10–5         | 東前頭21枚目 4–11       | 西十両4枚目 5–10      |
| 1951年 （昭和26年） | 東十両8枚目 8–7          | 東十両7枚目 4–11        | 東十両13枚目 0–5–10   |
| 1952年 （昭和27年） | 東幕下12枚目 引退 0–0–15 | x                       | x                     |
| 各欄の数字は、「勝ち-負け-休場」を示す。 優勝 引退 休場 十両 幕下 三賞：敢=敢闘賞、殊=殊勲賞、技=技能賞 その他：★=金星 番付階級：幕内 - 十両 - 幕下 - 三段目 - 序二段 - 序ノ口 幕内序列：横綱 - 大関 - 関脇 - 小結 - 前頭（「#数字」は各位内の序列） |                          |                         |                       |

### 幕内対戦成績
| 大岩山 | 1 | 0 | 大江戸 | 0 | 1 | 大蛇潟 | 0 | 1 | 甲斐錦 | 1 | 0 |  |  |  |
| 清恵波 | 0 | 1 | 小坂川 | 1 | 0 | 時津山 | 0 | 1 | 鳴門海 | 0 | 1 |  |  |  |
| 増巳山 | 0 | 1 | 宮城海 | 0 | 1 | 吉井山 | 0 | 1 | 吉田川 | 0 | 1 |  |  |  |

## 改名歴
- 朝若 悟（あさわか さとし、1940年1月場所-1945年11月場所）
- 高潮 悟（たかしお さとし、1946年11月場所-1949年5月場所）
- 朝若 佐太郎（あさわか さたろう、1949年10月場所-1952年1月場所）

## 年寄変遷
- 高田川 悟（たかだがわ さとし、1952年1月-1969年11月）